# Karel Trojáček
Generál in memoriam Karel Trojáček (15. prosince 1910 Rudice – 15. ledna 1966 Velká Británie) byl československý letec v RAF, zejména v době druhé světové války.

## Životopis
Karel Trojáček se narodil 15. prosince 1910 v Rudici. Vyrůstal spolu s pěti sourozenci ve vlastenecky zanícené rodině. Po ukončení základní vojenské služby v letectvu v Prostějově se rozhodl podat přihlášku na Vojenskou akademii v Hranicích, odkud byl vyřazen jako poručík letectva a poté sloužil na letištích v Piešťanech a Kbelích u Prahy. 16. březen 1939, tedy vznik Protektorátu Čechy a Morava, jej zastihl na letišti v Hradci Králové. V červnu téhož roku odchází do shromažďovacího tábora v Polsku. Zanedlouho poté odplouvá z gdyňského přístavu do Francie, kde se stává příslušníkem francouzského letectva. Po kapitulaci Francie se dostává lodí do Velké Británie, kde se začínají tvořit československé letecké perutě v rámci RAF. Zde je zařazen do 311. bombardovací perutě. Dne 23. září 1940 při návratu z operace nad Berlínem je jeho letoun poškozen a havaruje v Nizozemsku. Celá jeho posádka včetně něj je zajata a od té doby až do konce války je postupně držen nejprve ve věznicích a poté v zajateckých táborech. Po válce se stal velitelem vojenského letiště v Kbelích. Po Únoru 1948 přiletěl na Západ, usadil se ve Velké Británii, kde se oženil, a měl syna. Zemřel náhle 15. ledna 1966.

### Cesta do Velké Británie
Obsazení zbylého území Československa a vyhlášení Protektorátu Čechy a Morava dne 16. března 1939 zastihlo Karla Trojáčka na vojenském letišti v Hradci Králové, kde sloužil. Následujícího měsíce byl uvolněn z letectva a našel si práci v civilním životě u svého bratra Jaromíra, který vlastnil stavební společnost. Stále však byl ve spojení se svými přáteli z armády a vyčkával na příležitost k útěku z Protektorátu. Když se v červnu 1939 taková příležitost naskytla, neváhal a odjel do Moravské Ostravy, kde se spolu s dalšími ukryl v železničním vagónu s uhlím a takto překonal polskou hranici. Následujícího dne dorazil do shromažďovacího tábora v Bronovicích u Krakova, kde byl velitelem podplukovník Ludvík Svoboda. Po krátkém pobytu v tomto táboře pokračoval s dalšími Čechoslováky do polského přístavu Gdyně, zde se nalodil na švédskou loď, která jej po pětidenní plavbě úspěšně dopravila do francouzského přístavu Calais.
Události se urychlily po 3. zářím 1939, kdy Francie spolu s Velkou Británií vyhlásila válku Německu. Francouzská armáda vydala československým letcům výzbroj a i sám Trojáček se mohl začít aktivně účastnit výcviku na francouzských bojových letounech různých typů (např. bombardér Bloch MB.220). Dne 10. května 1940 Německo napadlo Francii a českoslovenští letci se připravovali na bojové nasazení. Postup německých vojsk byl však tak rychlý a úspěšný a francouzská obrana naopak tak slabá, že již 22. června 1940 maršál Pétain podepsal za Francii kapitulaci. Tato situace zastihla Trojáčka a jeho spolubojovníky na letišti v jižní Francii, a jelikož Francie neposkytla československým vojákům letadla k přeletu do Velké Británie, dostali jasný rozkaz: přesunout se do přístavu Bordeaux, odtud lodí do Velké Británie, na kterou Hitler díky její poloze prozatím nezaútočil. Museli si pospíšit, neboť Němci postupovali stále velmi rychle a byli pouze 100 kilometrů od přístavu, dokonce jej začali i bombardovat. Nakonec se jim všem podařilo dostat se na nizozemskou loď, která je úspěšně přepravila do britského přístavu Falmouth. Ve Velké Británii bylo vše lépe a rychleji zorganizované než ve Francii. V této době, tedy na začátku července 1940, již začaly vznikat československé perutě – 310. stíhací, 311. bombardovací a 312. a 313., obě stíhací.      

### Bitevní akce
Už po 14 dnech pobytu začali Čechoslováci, kteří přišli z Francie, výcvik na bitevních letounech. Karel Trojáček byl jako poručík zařazen do Honingtonu k 311. československé bombardovací peruti, kde začal létat na britských bombardérech typu Wellington. Jeho vůbec první operační let byl nad francouzské Calais 17. září 1940, kdy jeho letadlo mělo za úkol bombardovat přístav a pozorovat přepravu v Lamanšském kanálu. Druhou cestou byl nálet na nizozemský Amsterodam.
23. září proběhl vůbec první vzdušný útok na hlavní město nacistického Německa – Berlín. Tohoto náletu se zúčastnily z 311. perutě tři bombardéry Wellington. Letoun Wellington L7788 (KX-E), jehož kapitánem byl poručík Trojáček, vzlétl z Honingtonu po osmé hodině večer. Členy posádky bylo pět Čechů a jeden Slovák. Let byl i přes občasnou nepřátelskou protileteckou palbu vcelku jednotvárný až do doby, než dosáhli vzdušného prostoru nad Berlínem. Nad městem nepřátelská palba zesílila a navíc se ve vzduchu nacházelo i mnoho upoutaných protileteckých balónů, jež byly rozmístěny v různých výškách a představovaly nebezpečí hlavně kvůli lanům, na kterých byly upoutány. I přes tyto nástrahy se jim podařilo úspěšně shodit bomby na jejich cíl – Brandenburské nádraží a po splnění úkolu stočili kurs směrem k Anglii.

### Sestřelení
Náhle, asi půl hodiny po opuštění prostoru nad Berlínem, jejich bombardér začal ztrácet výšku. O tom Karel Trojáček později napsal: „… sklouznu zrakem po přístrojích na palubní desce a udiveně se zastavím na olejovém tlakoměru. Ručička neukazuje normální hodnoty a očividně klesá… Rychloměr ukazuje místo normálních 130 mil pouhých 110. Otáčky klesají… Jsme bez oleje a ztrácíme výšku… Výškoměr ukazuje již jen 2000 stop a klesáme… Pravý motor je v jednom plameni… Asi po dvou minutách motor uhasíná… A vrtule u pravého motoru ulétla. A tu se zastaví i levý motor…“ Ještě před svítáním, po prudkém nárazu a krátkém sklouznutí po břiše se stroj zastavil na nizozemských pastvinách.
Posádka zničila veškeré mapy a dokumenty, vyskočila ven a rozdělila se na dvě skupiny – jedna, s kapitánem Trojáčkem, se ukryla v lese a druhá se vydala na opačnou stranu přes malý most. Obě dvě skupiny byly však do dvou dnů zajaty a převezeny na velitelství gestapa v Haagu. Chyběl jeden z členů posádky – seržant Kuňka raději volil smrt než německé zajetí a zastřelil se signální pistolí. Z Haagu po dvou dnech byli všichni převezeni do průchozího zajateckého tábora Dulagluft u Frankfurtu nad Mohanem. Ovšem poté, co Němci podle matričních čísel RAF zjišťují jejich národnost, je změněn jejich statut a již nejsou považováni za válečné zajatce, nýbrž za zločince a německá prokuratura je jakožto občany Protektorátu obviní z velezrady a hrozí jim trest smrti.

### Zajetí a osvobození
Po několika dnech byli převezeni na nejvyšší velitelství gestapa v Berlíně, kde byli vyslýcháni a poté přemístěni do vězení Tegel. Po více než roce ve vězení, v listopadu 1941, jim bylo oznámeno, že budou rozděleni a přeřazeni z vězení do zajateckého tábora. Toto se stalo hlavně díky britskému premiérovi W. Churchillovi, který prosadil, že Němci musí se všemi spojeneckými letci zacházet tak, jako by byli občany Velké Británie. V opačném případě pohrozil, že bude užito represálií na německých zajatcích. Nejprve byl Trojáček držen ve francouzském zajateckém táboře Soest (do konce srpna 1942) a poté v zajateckých táborech Warburg, Rothenburg, Spangenburg, Sagan.
Trojáčkův pobyt v Saganu byl zajímavý tím, že zde v té době probíhaly intenzivní přípravy k útěku a na těchto přípravách (kopání únikového tunelu) se podílel i Karel Trojáček. Posledním zajateckým táborem, jehož branami prošel, byl Colditz, který 16. dubna 1945 osvobodila americká armáda.

### Po válce
Po návratu do osvobozeného Československa zůstává dále v armádě, je povýšen do hodnosti podplukovníka a stává se velitelem vojenského letiště v Kbelích u Prahy. S obavami sleduje politický vývoj v republice, vidí, jak se komunisté derou k moci, a tak po Únoru 1948 letadlem opouští vlast. Přelétává do západní zóny v Německu, kde žádá o politický azyl. Po jeho udělení se usazuje ve Velké Británii a znovu vstupuje do RAF.

### Rodina Karla Trojáčka
Událostmi druhé světové války byla zasažena i celá jeho rodina. Matka a sestra byly v roce 1942 zatčeny gestapem a převezeny do koncentračního tábora Ravensbrück. Zde matka v květnu 1945 zemřela, avšak jeho sestra se osvobození dočkala. Do boje proti fašismu se aktivně zapojil i jeho bratr Jaromír, který byl velitelem místní odbojové skupiny v Rudici, a bratr Zdeněk, který byl jejím členem.
Jeho příběh má pokračování po roce 1989, kdy obec Rudice nechala na jeho památku a jeho dvou spolubojovníků vybudovat památník letcům RAF. V roce 1996 bylo jeho synovi Markovi Trojáčkovi a manželce Cynthii Trojáčkové uděleno čestné občanství v obci.
In memoriam byl Karel Trojáček prezidentem Havlem povýšen do hodnosti generála letectva.